# Pere Sans Jordà
Pere Sans Jordà (Ascó, 3 settembre 1680 – Fuzhou, 26 maggio 1747) è stato un vescovo cattolico e santo spagnolo.

## Biografia
Pedro Sanz y Jordá è stato un missionario domenicano spagnolo, vescovo titolare di Mauricastro e vicario apostolico del Fujian; fu imprigionato, torturato e decapitato durante le persecuzioni contro i cristiani in Cina. Dichiarato martire e beatificato nel 1893, è stato proclamato santo da papa Giovanni Paolo II nel 2000.
Il suo elogio si legge nel Martirologio romano al 26 maggio; la memoria dei santi martiri cinesi si celebra il 9 luglio.

## Genealogia episcopale e successione apostolica
La genealogia episcopale è:
- Cardinale Guillaume d'Estouteville, O.S.B.Clun.
- Papa Sisto IV
- Papa Giulio II
- Cardinale Raffaele Riario
- Papa Leone X
- Papa Clemente VII
- Cardinale Antonio Sanseverino, O.S.Io.Hier.
- Cardinale Giovanni Michele Saraceni
- Papa Pio V
- Cardinale Innico d'Avalos d'Aragona, O.S.Iacobi
- Cardinale Scipione Gonzaga
- Patriarca Fabio Biondi
- Papa Urbano VIII
- Cardinale Cosimo de Torres
- Cardinale Francesco Maria Brancaccio
- Vescovo Miguel Juan Balaguer Camarasa, O.S.Io.Hier.
- Papa Alessandro VII
- Cardinale Neri Corsini
- Vescovo Francesco Ravizza
- Cardinale Veríssimo de Lencastre
- Arcivescovo João de Sousa
- Vescovo Álvaro de Abranches e Noronha
- Cardinale Nuno da Cunha e Ataíde
- Cardinale Tomás de Almeida
- Vescovo Emmanuel de Jesus-Maria-Joseph, O.F.M.
- Vescovo Pedro Sanz y Jordá, O.P.

La successione apostolica è:
- Vescovo Hernando Eusebio Oscot y Colombres, O.F.M. (1739)